# Gijs van Hall
Gijsbert (Gijs) van Hall (Amsterdam, 21 april 1904 – aldaar, 22 mei 1977) was een Nederlandse verzetsstrijder tijdens de Tweede Wereldoorlog, PvdA-politicus, burgemeester van Amsterdam en senator. Hij was getrouwd met de Amsterdamse uitgeversdochter Emma Nijhoff en was een telg van de Amsterdamse bankiersfamilie Van Hall.
Van Hall studeerde rechten in Leiden en werd daarna ook bankier; korte tijd in Amerika en daarna in Amsterdam. Hij speelde in de oorlog met zijn broer Walraven een belangrijke rol bij de financiering van het verzet. Hierna werd hij burgemeester van Amsterdam en woordvoerder financiën van zijn fractie in de Eerste Kamer.

## Verzet
Bij de samenwerking met zijn broer Walraven in het verzet speelde ieder zijn eigen rol. Walraven onderhield de connecties met de ondergrondse, terwijl Gijs iedereen in de bankwereld kende en daar ook gebruik van maakte. Hij was het, die de grootste bankfraude uit de Nederlandse geschiedenis bedacht. Daarbij werden, persoonlijk door kassier-generaal Cornelis Wilhelmus Ritter van De Nederlandsche Bank, met medeweten van de regering in Londen, in deze bank opgeslagen schatkistpromessen van de Rijkspostspaarbank ter waarde van 51 miljoen gulden, van september 1944 tot mei 1945 in 15 etappes omgeruild voor vervalsingen. Deze promessen werden vervolgens weer omgeruild voor schatkistpapieren van de Kas-Vereeniging (een Amsterdamse bank). Deze konden voor contant geld worden omgewisseld door te fingeren dat het geld was bedoeld voor het uitkeren van wachtgeld aan personeel van fabrieken die door de oorlog niet meer konden draaien.
Dit gebeurde in samenwerking met Frans den Hollander, die leiding gaf aan het betreffende (legale) wachtgeldfonds.
De directie van De Nederlandsche Bank stond op dat moment onder leiding van de NSB'er Meinoud Rost van Tonningen.

### Film
Over het verzetsverleden van Gijs van Hall en zijn broer Walraven van Hall is in 2018 een gedramatiseerde bioscoopfilm gemaakt onder de titel Bankier van het verzet. De rol van Gijs van Hall wordt vertolkt door Jacob Derwig. Volgens een artikel in Vrij Nederland kent de film ernstige historische fouten die de betekenis van Gijs van Hall in het ondergrondse verzet tekortdoen. Zo wordt ten onrechte gesuggereerd dat de omwisseling van de schatkistpromessen niet een idee van Gijs van Hall, maar van Walraven was.

## Burgemeester van Amsterdam

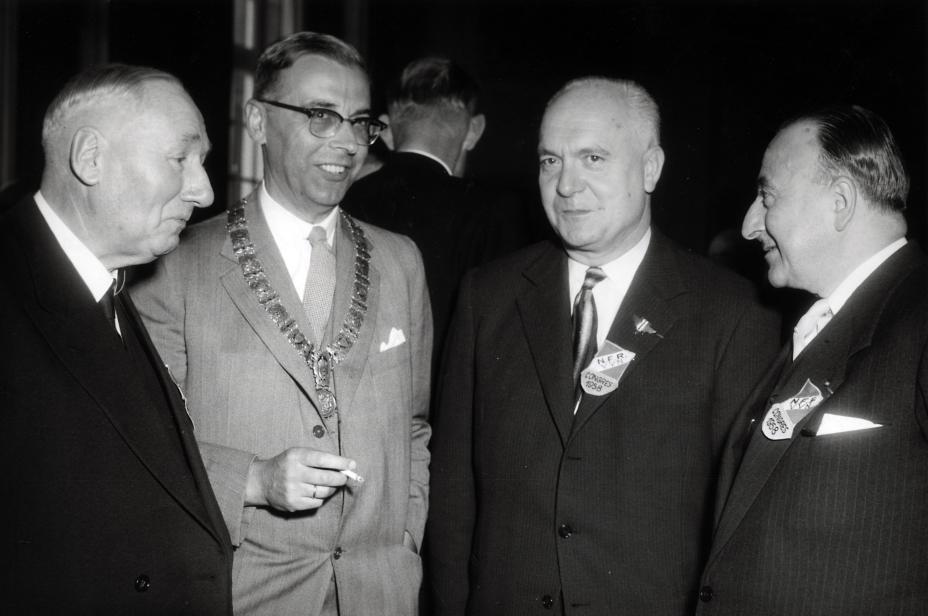
v.l.n.r. G. Ritmeester, burgemeester van Hall, Jean Oudinot en jhr. L. van der Stichelen Rogier, tijdens een ontvangst in Amsterdam van de Nationale Raad van het voormalig verzet in Nederland. 6 juni 1958.

In 1957 volgde hij Arnold Jan d'Ailly op als burgemeester van de gemeente Amsterdam. Hij wist in de roerige jaren zestig niet goed om te gaan met de gezagsproblemen die ontstonden door het optreden van Provo. Bekend uit die tijd is de leuze: "Van Hall Ten Val", die op veel plaatsen in de stad op de muren was gekalkt. Op 13 december 1966 sloeg hij de eerste paal in de Bijlmermeer.
Na de rellen rond het huwelijk van prinses Beatrix en het bouwvakkersoproer in 1966 werd de hoofdcommissaris H.J. van der Molen ontslagen en per 1 juli 1967 werd ook Van Hall ontslagen. Hij bleef tot 1971 lid van de Eerste Kamer.
Van Hall gold als een regent-oude-stijl met hart voor de stad, die tamelijk afstandelijk optrad. Met name Harry Mulisch had een uitgesproken mening over van Hall: "Van Hall was als ‘de telg uit een oeroud regentengeslacht’ misschien geen slechte man, maar toch een koloniaal soort regent. Hij luisterde niet naar de demonstranten, in de plaats daarvan liet hij de demonstraties uit elkaar slaan".
"Het is omdat ik toevallig Van Hall heet dat ze zeggen: regentenmentaliteit. Als ik Pieterse had geheten zouden ze daar eenvoudig niet over gedacht hebben", zo zei Van Hall zelf later. Van Hall had het ongeluk de verpersoonlijking van de regent te worden. Toen hij vertrok, heette hij ‘de laatste der regenten’.

## Interne link
- Van Hall